# Chiesa di San Francesco d'Assisi (Cracovia)
La chiesa di San Francesco d'Assisi (in polacco Kościół św. Franciszka z Asyżu) è una chiesa storica di Cracovia, in Polonia.